# Fontelas (Pesoz)
Fontelas es una entidad de población española de la parroquia de Pesoz, perteneciente al municipio del mismo nombre, en la comunidad autónoma de Asturias. En 2023, la entidad singular de población, encuadrada dentro de la entidad colectiva de Pesoz, tenía empadronado un único habitante.